# (5946) Hrozný
(5946) Hrozný es un asteroide perteneciente al cinturón de asteroides, región del sistema solar que se encuentra entre las órbitas de Marte y Júpiter, descubierto el 28 de octubre de 1984 por Antonín Mrkos desde el Observatorio Kleť, České Budějovice, República Checa.

## Designación y nombre
Designado provisionalmente como 1984 UC1. Fue nombrado Hrozný en homenaje a Bedřich Hrozný, arqueólogo checo, orientalista y estudioso de idiomas. Descifró el idioma hitita demostrando que forma parte del grupo de idiomas indoeuropeos.

## Características orbitales
Hrozný está situado a una distancia media del Sol de 2,340 ua, pudiendo alejarse hasta 2,632 ua y acercarse hasta 2,047 ua. Su excentricidad es 0,124 y la inclinación orbital 2,558 grados. Emplea 1307,44 días en completar una órbita alrededor del Sol.

## Características físicas
La magnitud absoluta de Hrozný es 14,3. Tiene 8,426 km de diámetro y su albedo se estima en 0,047. 